# Loma de Flores
Loma de Flores es una localidad del estado mexicano de Guanajuato. Es parte del municipio de Salamanca. Fue fundada el 15 de mayo de 2015.

## Demografía
| Censo | Población |
| ----- | --------- |
| 2020  | 2 306     |